# Federazione calcistica della Serbia e Montenegro
La Federcalcio di Serbia e Montenegro (in serbo-croato Fudbalski savez Srbije i Crne Gore, in cirillico Фудбалски савез Србије и Црне Горе), nota anche con gli acronimi FSSCG / ФССЦГ, fu la associazione che curava lo sviluppo del calcio nel paese, l'organizzazione di competizioni di rango federale, le relazioni internazionali e il programma di alcune categorie di squadre di calcio della Serbia e Montenegro
Nacque nel 1992 come Fudbalski savez SR Jugoslavije, tradotto in "Federcalcio della Repubblica Federale di Jugoslavia", al posto della Federcalcio della Jugoslavia socialista, paese che si era appena dissolto.

Il 4 febbraio 2003, la RF Jugoslavia divenne Unione Statale di Serbia e Montenegro e quindi anche la federazione calcistica cambiò il proprio nome.

In seguito al referendum montenegrino del 21 maggio 2006, la Repubblica del Montenegro divenne nuovamente uno Stato indipendente e anche la federazione calcistica si scisse in quella serba ed in quella montenegrina.
La Federcalcio serba ha ereditato il posto delle federazioni jugoslava e serbo-montenegrina all'interno di FIFA e UEFA (per questo le affiliazioni risultano rispettivamente nel 1921 e nel 1954) ed è considerata da entrambe le organizzazioni come l'unico successore di esse.

## Competizioni
La FSSCG ha organizzato la massima divisione e la coppa nazionale dal 1992 al 2006, mentre la seconda divisione dal 1992 al 2004.
Le squadre di maggior successo sono state Partizan (8 campionati e 3 coppe) e Stella Rossa (rispettivamente 5 e 9).

## Nazionale
La nazionale di calcio della Serbia e Montenegro ha partecipato ai Mondiali 1998 (ottavi di finale), agli Europei 2000 (quarti di finale) ed ai Mondiali 2006 (primo turno).

## Federazioni calcistiche derivate
- Federazione calcistica della Serbia[3] (autonoma Federazione calcistica della Voivodina)[4]
- Federazione calcistica del Montenegro